# Bitwa pod Lomas Valentinas
Bitwa pod Lomas Valentinas – bitwa wojny paragwajskiej, stoczona w dniach 21–27 grudnia 1868.

## Bitwa

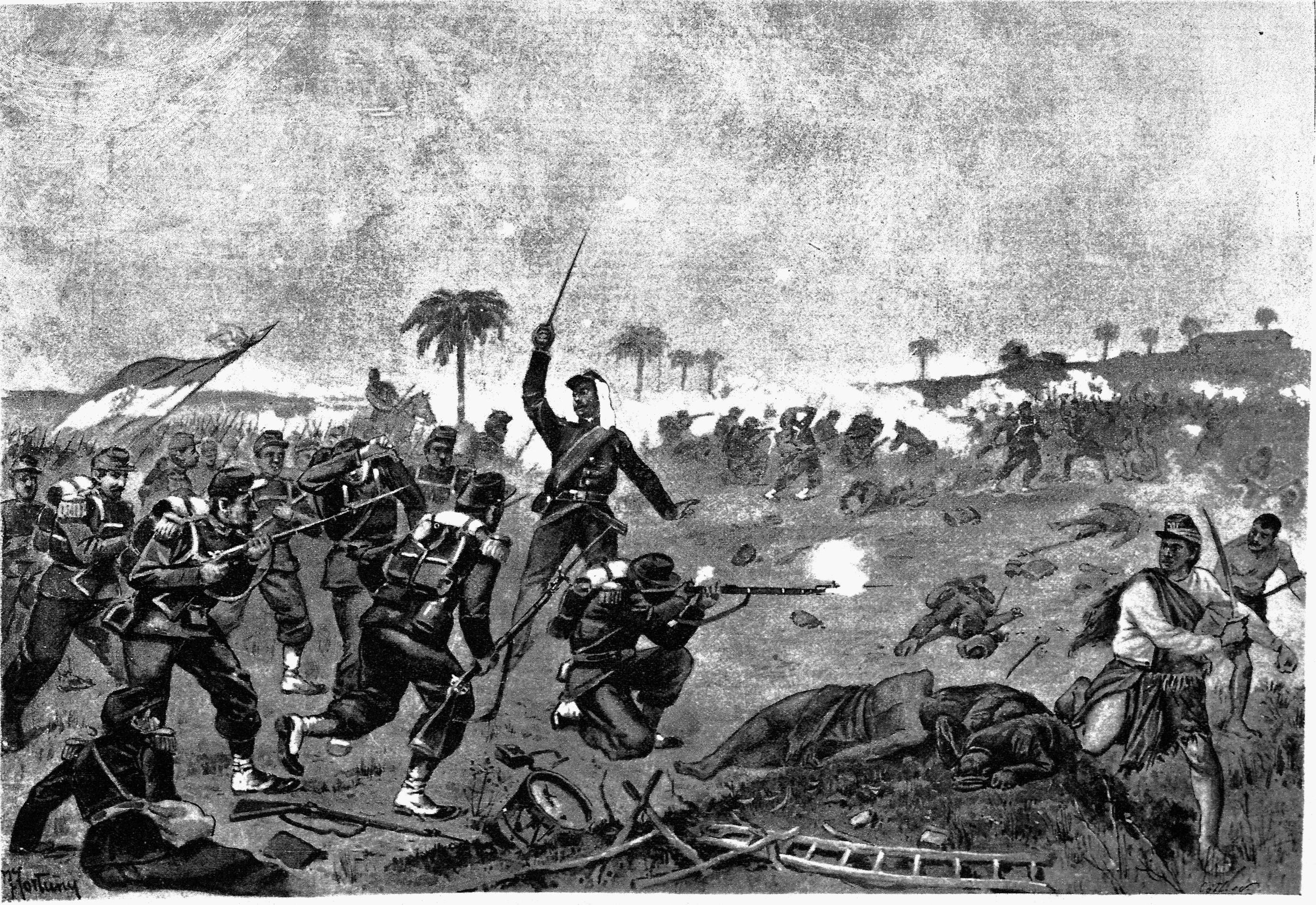
Szarża piechoty w bitwie pod Lomas Valentinas

De Lima e Silva opuścił Villetę 21 grudnia o 2:00, gotów przypuścić atak na pasmo górskie Lomas Valentinas w południe. Dwa oddziały piechoty, jeden, pod dowództwem generała José Luísa Meny Barreto zaatakował zachodnie umocnienia w Itá Ybaté, a drugi, dowodzony przez generała Jacinto Machado de Bittencourta (wspomagany przez kawalerię, której przywodził generał Joaquim de Andrade Neves) zaatakował północne umocnienia. Zostały one zdobyte przed zachodem słońca. 

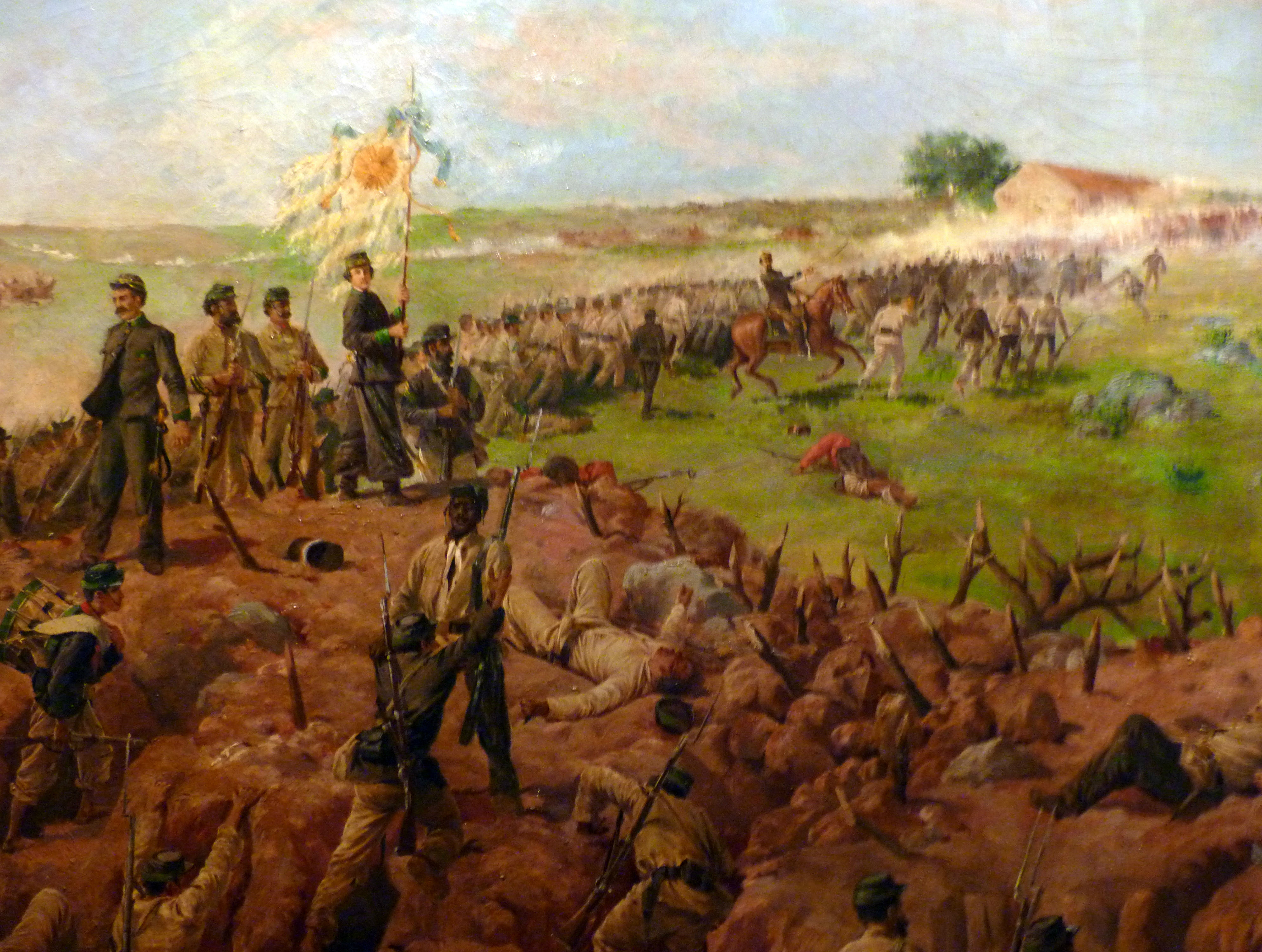
Bitwa pod Lomas Valentinas Diógenesa Hequeta

23 grudnia de Lima przeznaczył na reorganizację swoich batalionów. Podczas przerwy w walkach 24 grudnia, w Wigilię Bożego Narodzenia markiz zażądał poddania się Lópeza, ten jednak odmówił. Brazylijczycy przypuścili ponownie atak o świcie 25 grudnia. Flanki paragwajskich obrońców zostały ostatecznie zdobyte 27 grudnia; o 11:30 flaga brazylijska zawisła nad dotychczasową kwaterą Lópeza. On sam, wraz z generałem Cabalerro, uciekł, co oznaczało, iż wojna będzie nadal trwać.